# اما گرینول
اما گرینول (انگلیسی: Emma Greenwell؛ زادهٔ ۱۴ ژانویهٔ ۱۹۸۹) یک هنرپیشه اهل ایالات متحده آمریکا است.
از فیلم‌ها یا برنامه‌های تلویزیونی که وی در آن نقش داشته است می‌توان به بی‌شرم، عشق و دوستی و مسیر اشاره کرد.